# Schiebetür

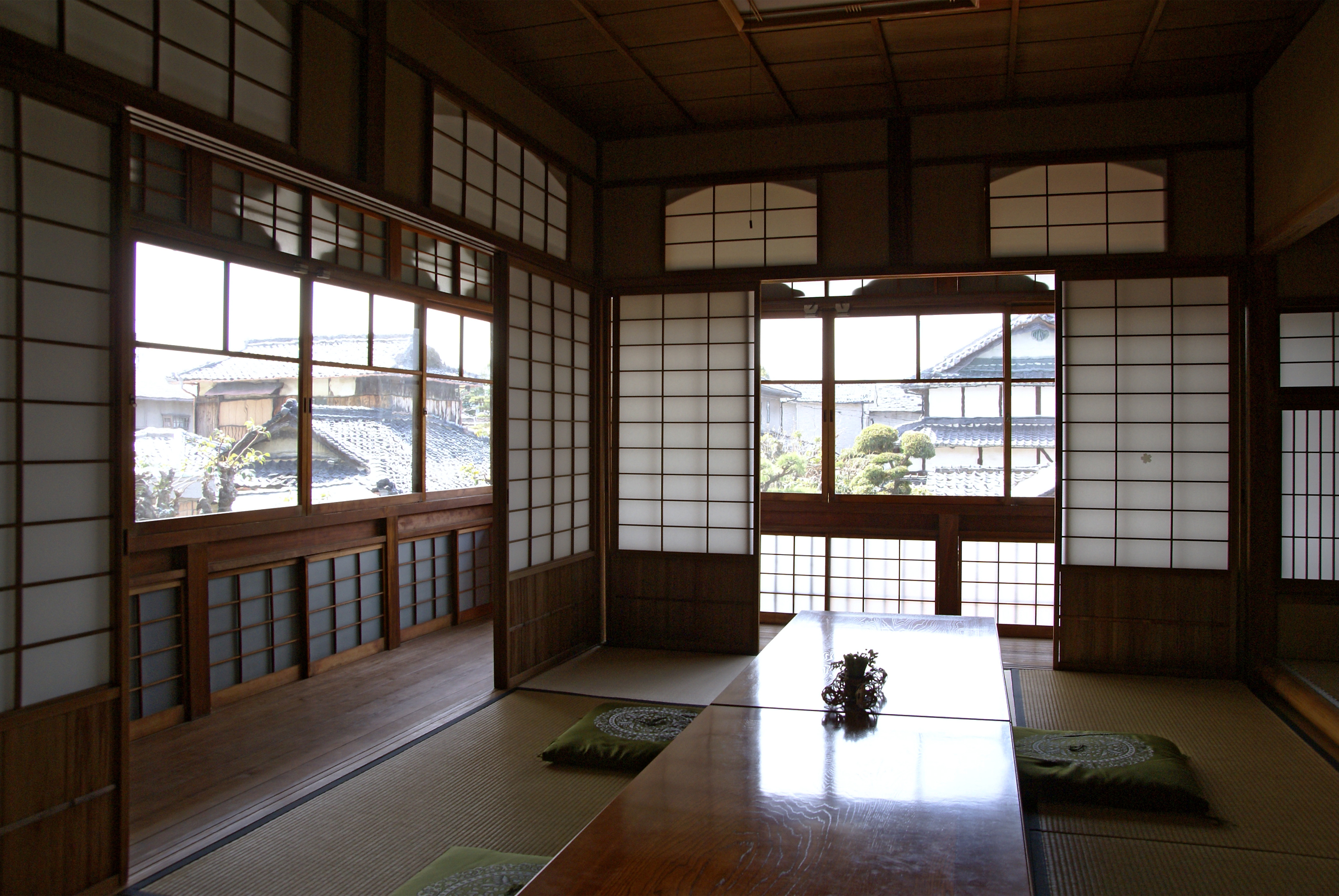
Shoji in einem japanischen Haus traditioneller Bauart

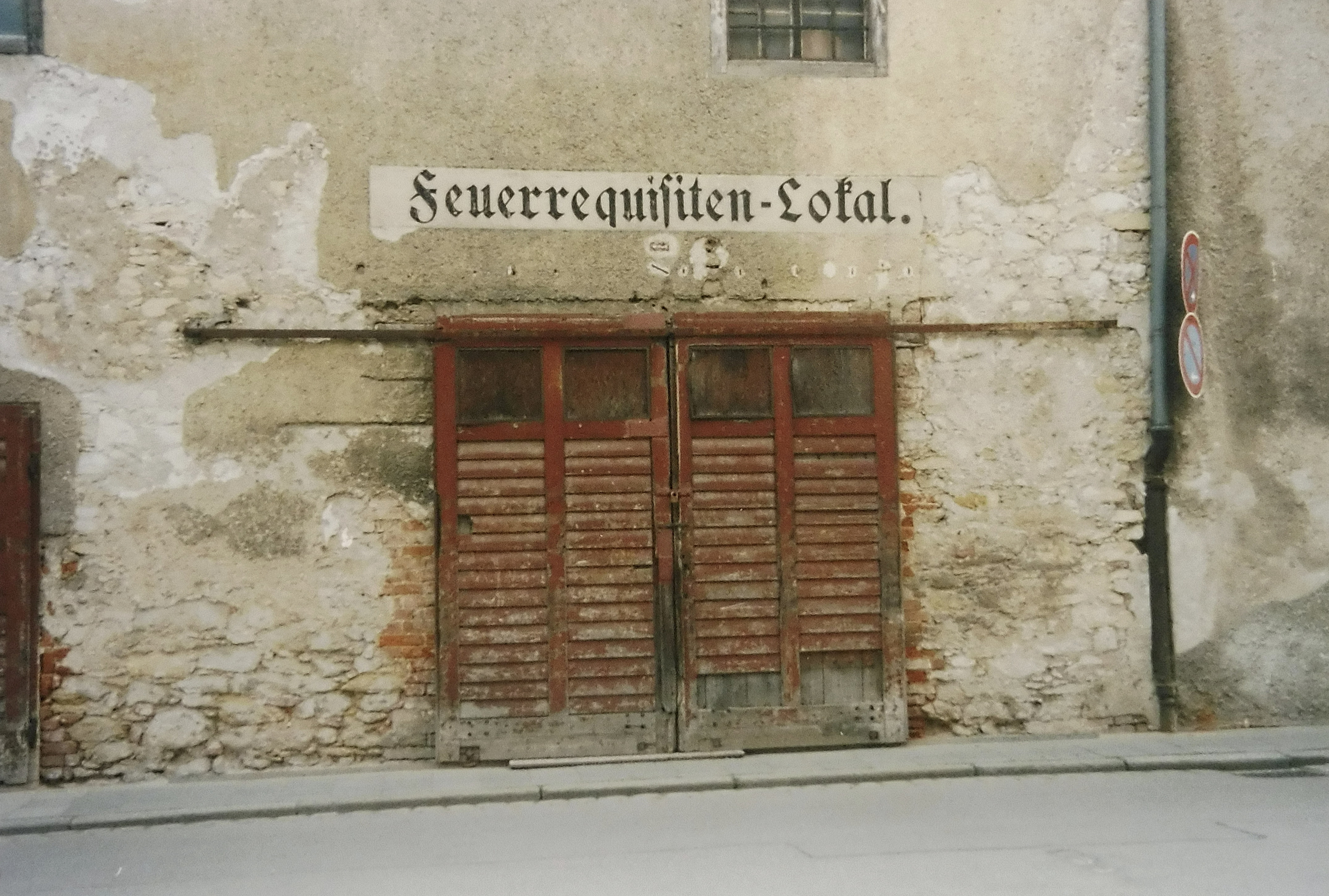
Hängende Schiebetür an einem ehemaligen Feuerwehrhaus in Regensburg

Eine Schiebetür, seltener auch Schubtür genannt, ist eine Tür, die durch horizontales Schieben geöffnet wird. Der Unterschied zu einer herkömmlichen Tür (Anschlagtür) besteht darin, dass beim Öffnen keine Drehbewegung nötig ist. Daher brauchen Schiebetüren keinen Schwenkbereich.

## Konstruktionsprinzip
Eine Schiebetür besteht aus einem oder mehreren Türblättern, die oben bzw. unten geführt sind, und daher zur Seite öffnen, aber nicht aufschlagen. Eine Sonderform ist die Bypass-Tür; sie besteht aus zwei oder mehr Türblättern, die so gegeneinander verschoben werden können, dass sie sich wahlweise gegenseitig überdecken oder als Gruppe die Gesamtheit der Türöffnung bedecken. Bypass-Türen sind besonders im nordamerikanischen Raum verbreitet, wo sie vor allem für Wandschränke, gelegentlich aber auch als Zimmertüren verwendet werden. Als weitere Sonderform der Schiebetür ist die Falttür zu sehen.
Es sind folgende Konstruktionsprinzipien möglich:
- Hängend: Der Laufapparat fährt in einer über der Tür befindlichen Laufschiene, die die Last trägt. Am Boden ist eine Führungsschiene möglich, diese verhindert zu starkes Pendeln der Türen.
- Hängend: Ein Türtragprofil läuft auf einer Laufkette, die sich in einer Laufschiene befindet und überträgt die Last auf viele Räder, untere Führung durch einen Führungszapfen am Boden.
- Stehend: Der Laufapparat fährt auf einer Führungsschiene am Boden. Um die Türen vor dem Kippen zu schützen, ist eine obere Führung möglich. Diese kann bei einer freistehenden Schiebetür auch entfallen.

Eine Schiebetür, die quer zur Schieberichtung Abweichungen haben kann, wird kurz vor der Endlage von einer V-förmigen Einlaufgabel geführt. Das Öffnen und Schließen kann manuell oder über Aktuatoren (elektrisch, hydraulisch oder pneumatisch) erfolgen. Für die Ver- und Entriegelung sorgen spezielle Sätze von Schiebetürbeschlägen, mit denen auch wärme- und winddichte Bauweise möglich ist. Siehe hierzu auch: Hebeschiebetür

### Einteilung nach EN 1527
Die Europäische Norm EN 1527 Schlösser und Baubeschläge – Beschläge für Schiebetüren und Falttüren – Anforderungen und Prüfverfahren (engl. Building hardware – Hardware for sliding doors and folding doors) regelt grundlegende Kriterien, die an Schiebetüren im Bauwesen gestellt werden:
- Türart (8. Ziffer der Klassenkennzahl):
  - Klasse 1 = Schiebetür
  - Klasse 2 und 3 = Falttür
- Türmasse: Hier stehen vier Klassen für <50 kg, 51–100 kg, 101–330 kg und >330 kg zur Verfügung
- Feuerbeständigkeit: Eignung als Brand-/Feuerschutztüren

Daneben vergibt sie Klassen für die Öffnungs- und Schließqualitäten:
- Anfangsreibung: 3 Klassen, die – abhängig von der Massenklasse – Aussagen über die Kraft geben, die man zum Bewegen der Tür benötigt
- Dauer der Funktionsfähigkeit: 6 Klassen zwischen 2.500 und 100.000 Zyklen, in derer sich die Tür einwandfrei schieben lässt.

## Einsatzbereiche

### Gebäude
Schiebetüren haben gegenüber Drehflügeltüren den Vorteil, dass das Gewicht nicht einseitig an einer Angel angreift, sondern über- oder unterhalb aufgenommen werden kann. Daher sind Schiebetüren besonders für schwere Tore geeignet. Außerdem benötigen sie keinen Platz in Durchlassrichtung, dafür aber zur Seite. Darum können Schiebetüren auch in sehr kleinen Räumen verwendet werden, beispielsweise in Abstellkammern. Auch zur Abtrennung von Nischen oder begehbaren Kleiderschränken kommen Schiebetüren häufig zur Anwendung. Speziell im Bereich „barrierefreies Wohnen“ werden Schiebetüren häufig eingesetzt. 
Falttüren finden als Bauelement dort Verwendung, wo das Aufschlagen störend ist oder wo Öffnungsmaße über eine klassische Doppeltür hinausgehen, etwa als Raumtrenner wie das traditionelle Shōji der japanischen Architektur.
Nachteilig wirken sich einerseits die wesentlich aufwändigeren Baubeschläge aus, insbesondere wenn es sich um dichte Außentüren, besonders aber Brand/Feuerschutztüren handelt, sowie die fast immer vorhandenen unteren Lauf- oder Führungsschienen, die, falls erhaben aufgeführt, störend wirken können, falls versenkt, aufgrund allfälliger Verschmutzung wartungsintensiv sind. Ein verbreitetes Problem bei Schiebetüren im Innenbereich ist die Abdichtung, sowohl gegen Luftzug als auch gegen Lärm.
Im Gebäude unterscheidet man zwischen vor der Wand und in der Wand verlaufenden Schiebetüren:
Vor der Wand laufende Schiebetüren
Bei dieser Konstruktion wird auf der Wand eine Laufschiene montiert, in welche die Schiebetür eingehängt ist. Diese Laufschiene ist zunächst sichtbar, kann jedoch verkleidet werden. Zum Öffnen wird die Schiebetür zur Seite geschoben und liegt auf der Wand. Der Vorteil einer vor der Wand laufenden Schiebetüren besteht darin, dass diese auch nachträglich eingebaut werden kann.
In der Wand laufende Schiebetüren
Diese Konstruktion sieht vor, dass die Laufschiene für die Schiebetür zwischen zwei Wänden angebracht wird. Steht die Tür offen, ist sie unsichtbar, denn sie wird in den Spalt zwischen den Wänden geschoben. Um diese Schiebetür-Konstruktion nachträglich zu installieren, wird eine sogenannte Wandscheibe vor der bestehenden Raumwand angebracht. Da dies recht aufwendig ist, ist diese Konstruktionsart eher für Neubauten geeignet.
In den Vereinigten Staaten, wo Gebäude fast immer in Holzrahmenbauweise errichtet werden, ist die Wandintegration von Schiebetüren (engl. pocket doors) deutlich einfacher und darum auch stärker verbreitet als in Europa. Dort müssen lediglich die ersten neben der Türöffnung gelegenen Holzständer durch schlankere Metallständer ersetzt werden.
Schiebetüren mit Kastensystemen
Auch Schiebetüren mit Kastensystemen verschwinden beim Öffnen in der Wand. Allerdings ist hierfür keine zweite Wand nötig. Stattdessen werden Einbaukästen, die aus Metall gefertigt sind, in die bestehende Wand eingefügt. Die Einbaukästen werden verkleidet (z. B. mit Gipskarton-Wänden), sodass sie nicht auffallen. Diese Konstruktion ist sowohl bei nachträglichen Renovierungen als auch beim Neubau möglich. Die Einbaukästen können im Trockenbau, aber auch bei Mauerwerk (z. B. Ziegelwand) verwendet werden.
Im Möbelbau gehören Schiebetüren zum klassischen Repertoire, von einfachen Holz- oder Glasblättern in Nut, bis zu – den Haustüren entsprechenden – Rollsystemen bei Schrankwänden.

### Fahrzeuge

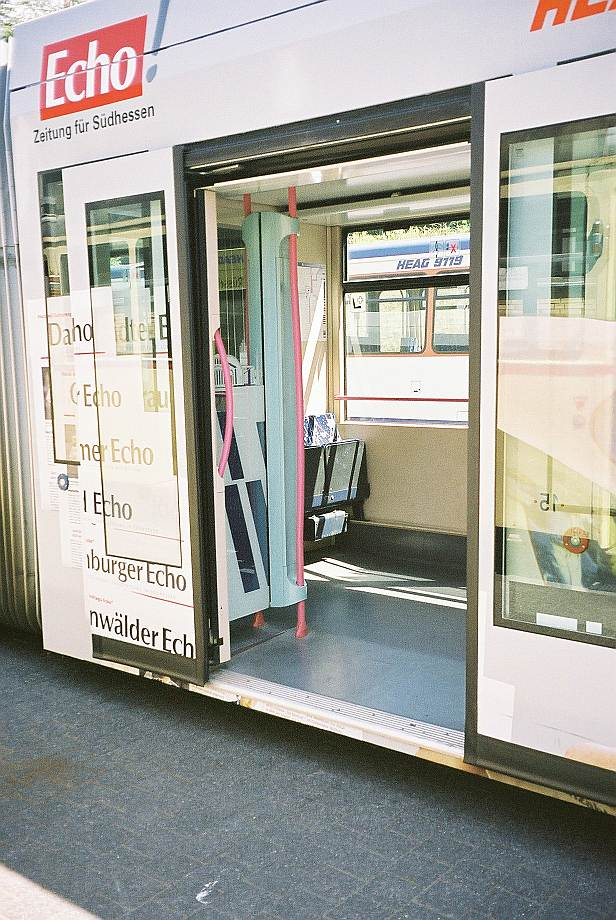
Schwenkschiebetür einer Straßenbahn, Niederflurbauweise

Im Fahrzeugbau wird geschätzt, dass alle Schiebetüren keine explizite Schlagseite haben. Daher werden sie beispielsweise bei Kleinbussen und in öffentlichen Verkehrsmitteln (Obus, Straßenbahn) eingesetzt – wo der türbedienende Fahrer meist keine direkte Sicht auf die Tür hat – weil die Gefahr des Einklemmens eines Fahrgastes vergleichsweise gering ist. Daneben finden in Fahrzeugen aber die technisch weniger aufwändigen Schwenkflügeltüren Verwendung.
Pneumatisch betätigte Taschenschiebetüren wurden bereits 1927 im ET 165 der Berliner S-Bahn eingesetzt. Diese sind gegenüber der Außenwand zurückgesetzt und gleiten bei der Öffnung in eine Tasche neben der Türöffnung. Daneben gibt es Außenschiebetüren, vor allem bei Güterwagen, aber auch bei S- und U-Bahnen, beispielsweise bei der Baureihe 270 der Berliner S-Bahn. Die heute bei Reisezugwagen vorherrschende Bauart ist die Schwenkschiebetür, die im geschlossenen Zustand bündig mit der Außenwand abschließt. Bei der Öffnung bewegt sie sich zunächst nach außen und wird dann zur Seite verschoben. Schwenkschiebetüren können auch druckdicht ausgeführt sein; teilweise bewegen sie sich zur Verriegelung auch vertikal (dann als Vertikal-Schwenkschiebetür bezeichnet). Schwenkschiebetüren finden sich auch im Kraftfahrzeugbau, etwa beim VW-Bus.

## Geschichte

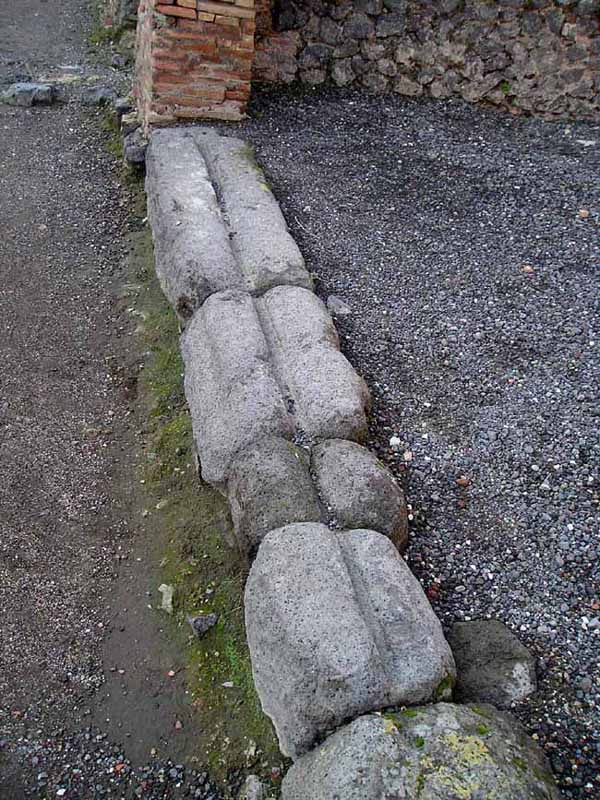
Führungsrille in Pompeji (1. Jh. n. Chr.)

Schiebetüren lassen sich bereits in römischen Häusern des 1. Jh. n. Chr. nachweisen, wie Ausgrabungen im italienischen Pompeji ergeben haben.